# Trichoscelia iridella
Trichoscelia iridella är en insektsart som först beskrevs av John Obadiah Westwood 1867.  Trichoscelia iridella ingår i släktet Trichoscelia och familjen fångsländor. Inga underarter finns listade i Catalogue of Life.